# Рейнланд
Рейнланд или Рейнска област (на немски: Rheinland, произнася се „Райнланд“) е историческа област по средното и долното течение на Рейн, разположена в пределите на съвременна Германия (земите Рейнланд-Пфалц и Северен Рейн-Вестфалия).
Населяван е първо от франките, на Долен Рейн от долните франки (салически франки) и на юг от рейнските франки, които са наричани и рипуарски франки. От тях произлиза също и групата на мозелските франки.
Прусия създава през 1822 г. Рейнската провинция.

## Градове
Северен Рейн-Вестфалия: Аахен, Бон, Дюселдорф, Дуисбург, Есен, Кьолн, Крефелд, Леверкузен, Мьонхенгладбах, Мюлхайм на Рур, Оберхаузен, Ремшайд, Солинген, Вупертал
Рейнланд-Пфалц: Кобленц, Майнц, Трир